# Famille von Moltke

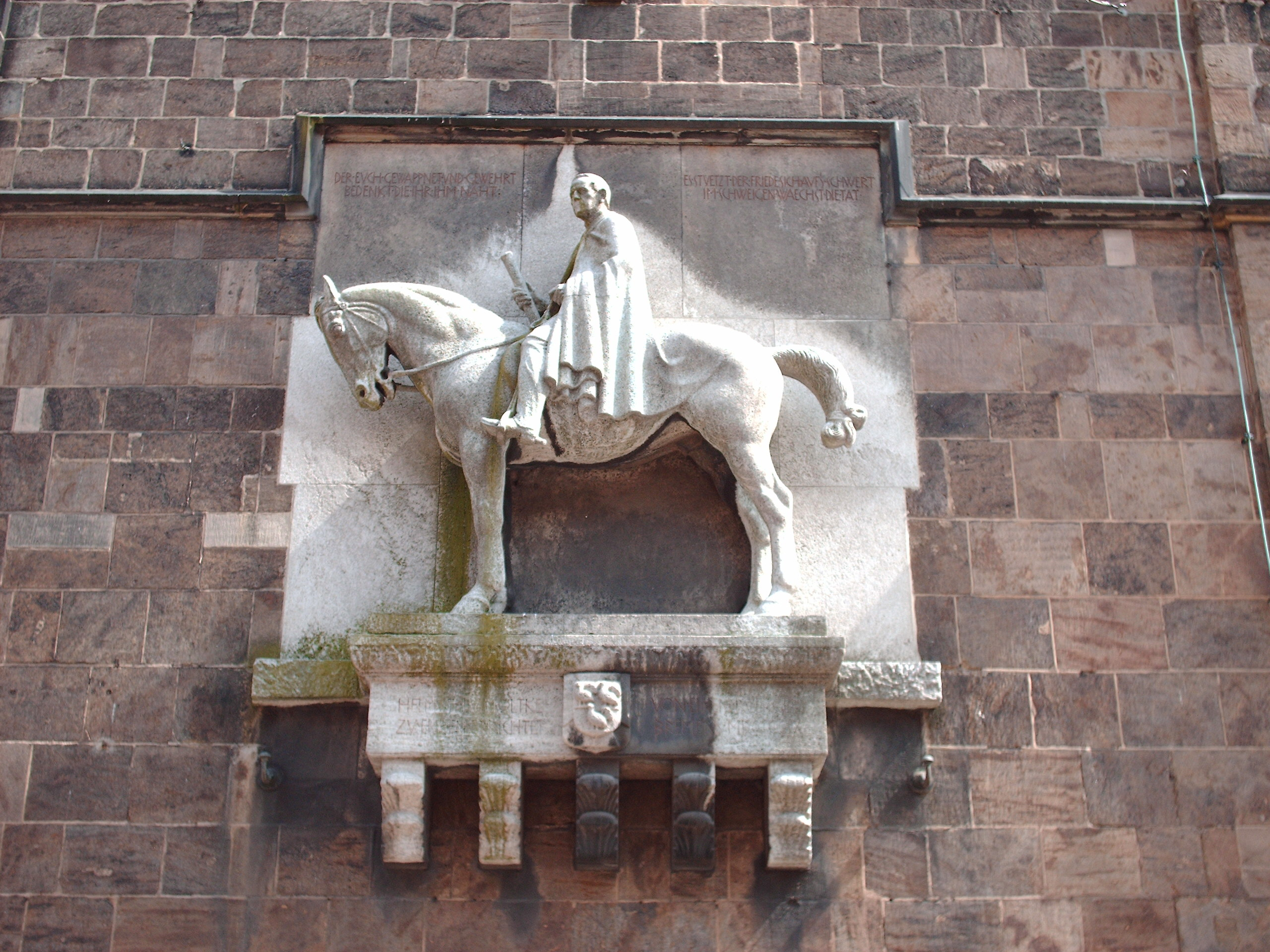
Statue en hommage au général von Moltke à Brême.

La famille von Moltke est une famille de la noblesse immémoriale du Mecklembourg, ayant ou ayant eu des ramifications en Allemagne (Wurtemberg, Prusse, Bavière), en Suède, en Autriche et au Danemark.

## Historique
Un chevalier Matthäus Moltke est mentionné dans un document écrit de 1220. La filiation de la famille est avérée à partir de 1254-1255 avec les frères et chevaliers Fridericus Meltiko et Johannes Moltike. C'est ce Frédéric qui est l'ancêtre de la famille. Des branches des Moltke font souche aussi en Suède et dans la Poméranie suédoise et Henning von Moltke devient compagnon d'armes d'Albert de Mecklembourg, roi de Suède au XIVe siècle. Cette lignée suédoise s'éteint par la suite.
D'autres Moltke apparaissent en Autriche, en Bavière, dans le Wurtemberg et en Prusse. Ils sont pour la plupart officiers, avec plus récemment des personnalités célèbres comme le général prussien, le comte von Moltke (1800-1891), auteur d'ouvrages de stratégie et partisan du rattachement de l'Alsace-Lorraine à l'Empire allemand, ou bien son neveu, le général Helmuth von Moltke (1848-1916), vaincu à la 1re bataille de la Marne, ou bien encore le comte Helmuth James von Moltke, opposant au national-socialisme et pendu le 23 janvier 1945.

## Personnalités

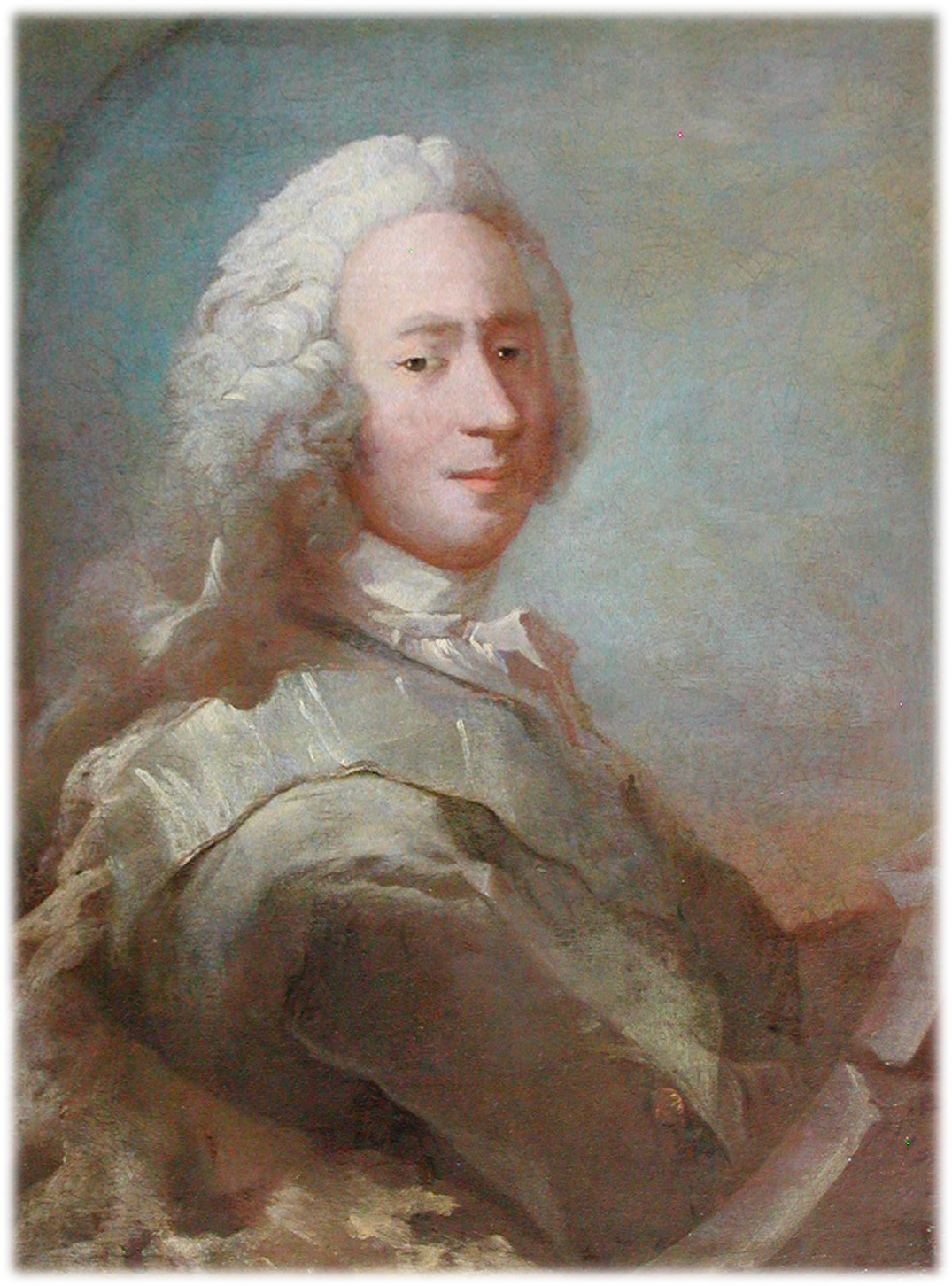
Portait d'Adam Gottlob Moltke à Frederiksborg, par Carl Gustaf Pilo.

Le classement est effectué par ordre chronologique, sur la date de naissance.
- Adam Gottlob Moltke (1710-1792), maréchal de la cour du Danemark
- Adam Wilhelm von Moltke (1785-1864), premier ministre danois
- Comte Karl von Moltke (de) (1798-1866), ministre danois
- Comte Helmuth Karl Bernhard von Moltke (1800-1891), général prussien et chef du haut-état-major, notamment pendant la guerre franco-allemande de 1870
- Maximilian Leopold Moltke (de) (1819-1894), poète et créateur de l'hymne des Saxons de Transylvanie
- Kuno von Moltke (de) (1847-1923), général prussien, aide de camp de l'empereur et commandant de la place de Berlin, contraint à la démission à la suite de l'affaire Harden-Eulenburg
- Helmuth Johannes Ludwig von Moltke (1848-1916), général prussien, neveu du vainqueur de la guerre de 1870, chef de l'armée allemande au début de la Première Guerre mondiale, rapidement remplacé
- Friedrich von Moltke (1852-1927), ministre de l'Intérieur et ministre d'État de Prusse, frère de Helmuth Johannes Ludwig von Moltke
- Heinrich von Moltke (de) (1854-1922), vice-amiral allemand
- Konrad von Moltke (de) (1861–1937), général allemand
- Hans-Adolf von Moltke (de) (1884-1943), ambassadeur en Pologne à l'époque de la République de Weimar et du Troisième Reich
- Comte Helmuth James von Moltke (1907-1945), résistant au national-socialisme, exécuté à la prison de prison de Plötzensee
- Comtesse Freya von Moltke, née Deichmann (1911-2010), épouse du comte Helmuth James von Moltke
- Werner von Moltke (1936-2019), athlète ouest-allemand
- Gebhardt von Moltke (1938-2019), ambassadeur à Londres puis représentant de la RFA auprès de l'OTAN
- Konrad von Moltke[1] (1941-2005) est le second fils de Freya von Moltke et d'Helmuth James von Moltke. Environnementaliste, il est le fondateur en 1976 et premier directeur (1976-1984) de l'Institut pour une politique européenne de l'environnement (Institute for European Environmental Policy, IPEE, ).

## Domaines et châteaux
- Bregentved (en)
- Château de Glorup
- Château de Grünholz
- Château de Kreisau (de) (aujourd'hui à Krzyżowa)
- Château de Marienlyst (en)
- Palais Moltke (Copenhague)
- Palais Moltke à Amalienborg
- Domaine de Moltkenborg (da)
- Maison Moltke à Parchim

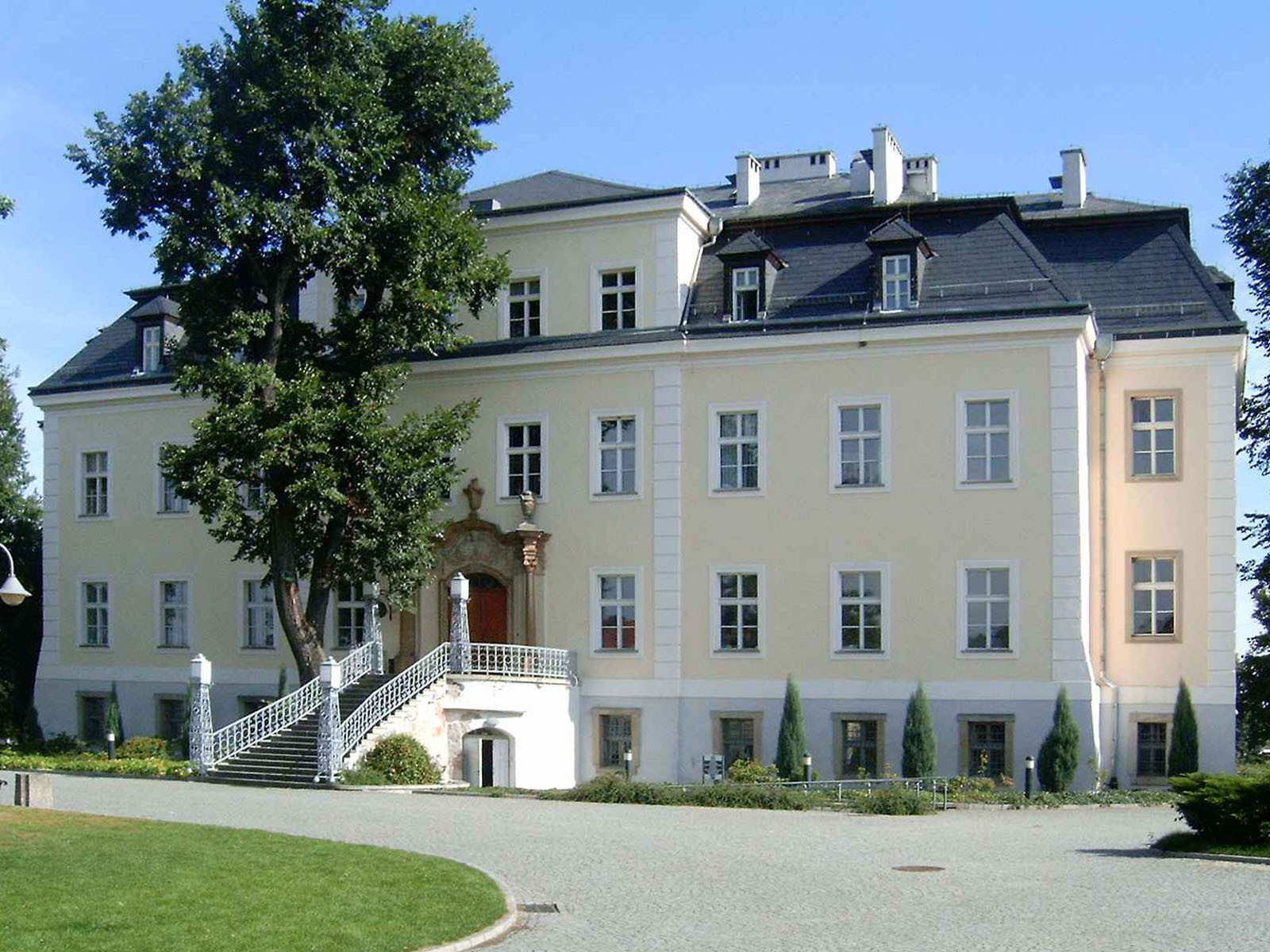
Château de Kreisau (Silésie), aujourd'hui en Pologne.

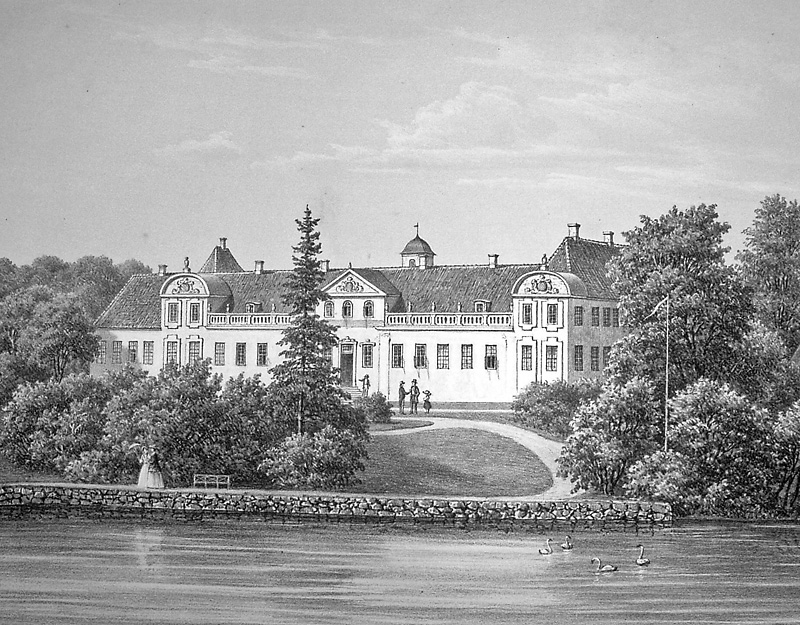
Château de Bregentved au Danemark, toujours en possession de la famille.

- Château de Strietfeld, près de Walow

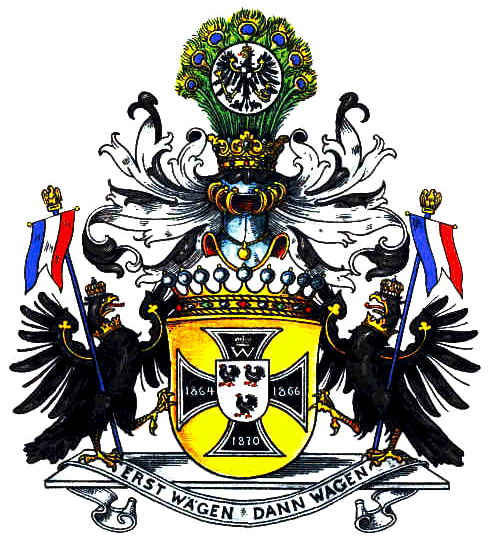
Armes des comtes von Moltke (1870).

- Turebyholm (en)
- Château de Walkendorf

## Navires ayant porté le nom Moltke
Deux navires de la Kaiserliche Marine ont porté le nom de SMS Moltke, d'après le comte von Moltke :
- le SMS Moltke (1877), un croiseur frégate de classe Bismarck en service jusqu'en 1920 ;
- le SMS Moltke (1910), un croiseur de bataille de la classe du même nom qui participe à la Première Guerre mondiale.

Ajoutons la classe Moltke, classe de deux croiseurs de bataille de la Marine impériale allemande construite entre 1909 et 1911.